# Ravlunda socken
Ravlunda socken i Skåne ingick i Albo härad, uppgick 1969 i Simrishamns stad och området ingår sedan 1971 i Simrishamns kommun och motsvarar från 2016 Ravlunda distrikt.
Socknens areal är 36,51 kvadratkilometer varav 36,41 land. År 2000 fanns här 242 invånare.  Orten Knäbäck, Ravlunda skjutfält samt kyrkbyn Ravlunda med sockenkyrkan Ravlunda kyrka ligger i socknen.

## Administrativ historik
Socknen har medeltida ursprung. 
Vid kommunreformen 1862 övergick socknens ansvar för de kyrkliga frågorna till Ravlunda församling och för de borgerliga frågorna bildades Ravlunda landskommun. Landskommunen uppgick 1952 i Brösarps landskommun som upplöstes 1969 då denna del uppgick i Simrishamns stad som 1971 ombildades till Simrishamns kommun. Församlingen uppgick 2002 i Kiviks församling.
1 januari 2016 inrättades distriktet Ravlunda, med samma omfattning som församlingen hade 1999/2000.  
Socknen har tillhört län, fögderier, tingslag och domsagor enligt vad som beskrivs i artikeln Albo härad. De indelta soldaterna tillhörde Södra skånska infanteriregementet, Albo kompani och Skånska dragonregementet, Cimbrishamns skvadron, Liv- och Svabeholms kompanier.

## Geografi
Ravlunda socken ligger vid kusten norr om Simrishamn kring Verkaån med Linderödsåsen i väster. Socknen är en kuperad skogsbygd i väster och slättbygd i öster.

## Förhistoria

### Arkeologiska fynd: Rika fynd trots mager jord
Ravlunda socken har gett många fornfynd och  har många fornlämningar från järnåldern, och även tidigare under förhistorisk tid. Området har en mager jordmån och stora arealer har bara odlats extensivt med långa perioder med träda, eller så har de använts till bete. Rikedomen i socknen har haft sin grund i annan verksamhet.
Linné beskriver i sin skånska resa att här har funnits en lund som nu är nedhuggen. Buhrmans karta kan användas för studier av vegetationen och av kartan framgår att området vid stranden söder om Skepparpsån var beväxt med lövskog på1600- talets slut. I Hanöbukten utanför Ravlunda finns stubbarna efter en preboreal tallskog. Efter stormar hittas ibland bärnsten på stranden som vågorna spolat upp. Linné berättar om sandhög med rikligt med bärnsten, som dock var utplundrad vid tiden för hans besök. Området vid Haväng och Skepparpsåns utlopp är rikt på fornminnen. Bror Schnittger beskriver i en otryckt skrift i topografiska arkivet mer än 30 gravhögar av bronsålderstyp och flera gravfält med resta stenar rösen och domarringar. Det största gravfältet ligger norr om ån med en utsträckning 400 m i öst-västlig riktning med en bredd på 100 m. Gravfältet innehåller brandgravar som dateras till  tiden 400-1050.

### Guldfynd
På åns södra sida finns en boplats där man har hittat flera metallföremål. Området har lämnat rika fynd från järnåldern De första föremålen hittade på 1700-talet. 1781 till 1784 hittades fyra hela guldbrakteater varav två B-brakteater och en C och en D-brakteat. Man hittade fler fynd enligt Liljegren som nämner 24 små guldfynd, och en guldring samt ett tunt guldblad. Av dessa inlöstes bara två guldföremål resten valde man att låta upphittaren behålla. Ett fragment av en femte brakteat - en D-brakteat hittades också. Sjöborg redovisar åtskilliga romerska mynt som har hittats på området. Sju romerska silvermynt från Hadrianus till Clodius Albinus. Myntfynden från orten beläggs redan i den Rönbeckska samlingen, som anger att i Ravlunda har det hittats många mynt. En solidus av guld har hittats i området Kalvhagen präglad under Libeus Severus 461-65. Guldmyntet är  i privat ägo.
En guldhalsring med inläggningar i almandin (röd granat) hittades vid Burahus söder om Kalvhagen. Burahusringen från Ravlunda socken är en halsring av tre snodda guldtenar med så kallat kapsellås. Den runda kapseln är dekorerad med grupper av guldkorn och pärlade trådar samt med två infattade granater, en flatslipad och en cabochonslipad. Ringen är daterad till cirka år 400. Halsringen är ett lösfynd, funnen under åkerarbete 1936 under en sten. Ringen är troligen importerad från Sydosteuropa, alltså från goternas sydryska område. Ringen är unik i Sverige, men kapselringar av denna typ är kända från Östeuropa. Utsmyckningen möjligen av bysantinskt guldsmide i Pannonien.

### Silverfynd, boplatser och gravfält
En halsring i silver från vikingatiden tillhör fynden. En myntskatt från tusentalet hittades i Vitaby. Den bestod av minst 122 mynyt som hittades i en kruka på 1770-talet, fler mynt hittades senare. En halv kilometer uppför Verkaån finns en boplats med kulturlager på södra sidan av ån med benämningen Strandridargården .På boplatsen hittades keramik, snodda tenar, järnnitar, nitplattor knivar, smältklumpar av brons, järnslagg, olika bronsspännen och bleck av brons och dessutom brända djurben. Under kulturlagret fanns flera stolphål. Fynden härstammar från folkvandringstid till den begynnande vikingatiden. Mettalldetorer användes för att söka av ett område vid Strandridarrgården söder om ån och då fann man en anläggningsplats med verkstäder med ett flertal fynd av metall: smycken svärdsbeslag, rå metall, båtnitar, slagg från tiden 600 till 1100.
Vid Torup två km söder om denna boplats/angöringsplats finns ännu ett gravfält med resta stenar bland annat med skeppssättningar daterade till folkvandringstid av M Strömberg i hennes doktorsavhandling 1961. Vid stranden strax norr om Kivik finns en anlöpningsplats i Hjälmaröd från vikingatid eller tidig medeltid. Åtta km söder om Haväng ligger Stenshuvud med en höjd av 100 m. På berget finns en Skånes fåtaliga fornborgar. Från toppen har man utsikt till Bornholm söderut och Blekinge norrut.

## Kyrkbyn Ravlunda skapas
I havet vid lågvatten nära Skepparpsåns utlopp kan en anläggning med pålar studeras. Pålspärren sträcker sig ett par hundrede meter ut i havet. Dendrokronologisk har spärren daterets till tiden omkring 1070. . Någon eller mer än en av boplatserna nära stranden inom Ravlunda bar troligen namnet Ravlunda. Hur namnet flyttades till kyrkbyn cirka 5 km från havet är en fråga som bör besvaras. Har bosättningen flyttats? Boplatsen kan ha förskjutits långsamt inom ett område med flera successiva flyttningar. Ravlundas ställning som tingsplats under medeltiden med huvudgård  har möjligen sitt ursprung i det nu arkeologiskt studerade Maletofta.
Maletofta har ett rikt fyndmaterial från 1000-talet men sedan försvinner spåren helt och platsen övergavs. Undersökningar i Ravlunda by och ett området norr om byn där huvudgård läg harbara resulterat i fynd från medeltid eller med senare dateringar.

Troligen har Maletofta flyttats vid vikingatidens slut till den plats där byn Ravlunda ligger. Ravlundas bebyggelse hade en befäst huvudgård och en kyrka inom samma toft i byn. Troligen har namnet Ravlunda följt med vid flytten. Enligt arkeologisk kunskap uppfördes Ravlunda på obebyggd mark men området har äldre lämningar, som utgör mängder av gravhögar från bronsåldern och enstaka  rika fynd från äldre järnåldern.

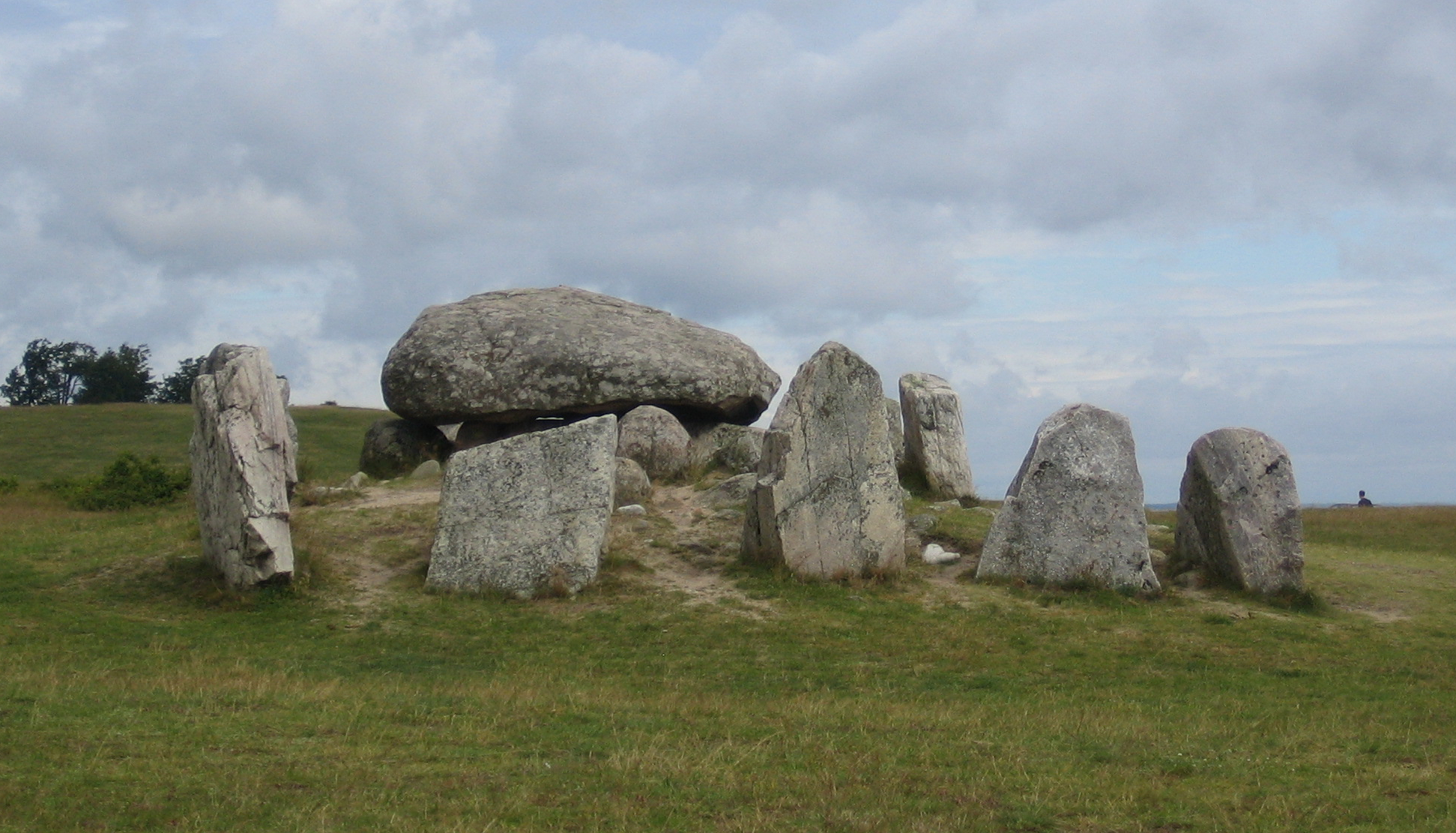
Havängsdösen

## Fornlämningar
Från stenåldern finns två dösar, Knäbäcksdösen och  Havängsdösen. Från bronsåldern finns omkring 40 gravhögar. Från järnåldern finns flera gravfält, domarringar och resta stenar.

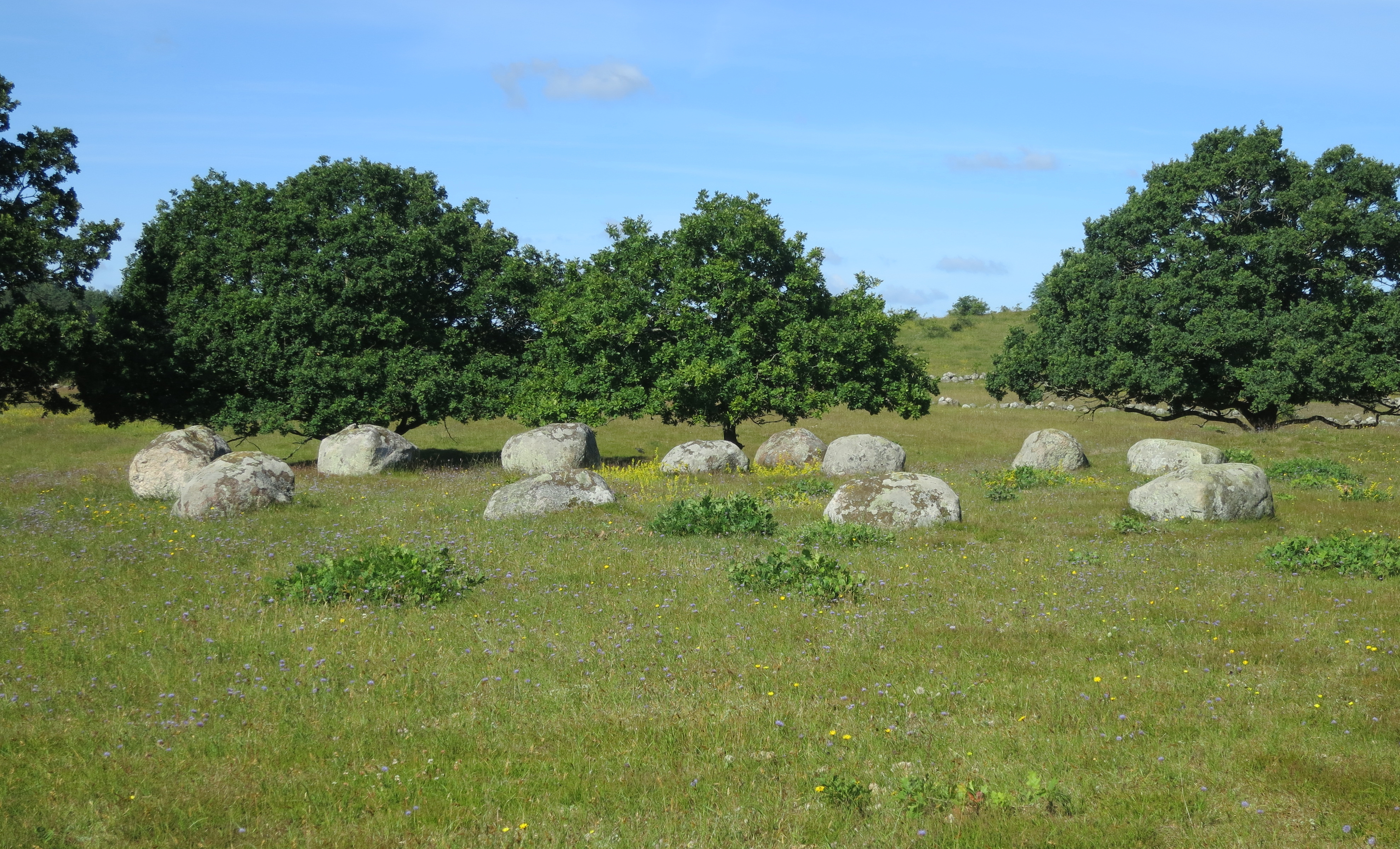
Domarring i Ravlunda socken RAÄ 33:1

## Namnet
Namnet skrevs omkring 1300 Raflund och kommer från kyrkbyn och ursprungligen från en skog i östra delen av byns ägor. Förleden innehåller rav, 'bärnsten'. Efterleden singularis av lund 'skogsdunge'  Den ursprungliga lunden låg i byns östra vång (Stigalund 1692, Raflunda Lund ca 1800). Möjligen har denna lund varit en sakral plats..